# Kimméridgien
Stratigraphie
Oxfordien Tithonien
Paléogéographie et climat
Faune et flore
Le Kimméridgien est le deuxième étage stratigraphique du Jurassique supérieur (Malm). Il s'étend de  154,8 ± 0,8 Ma à 149,2 ± 0,7 Ma. Sa durée est d'environ 5,5 millions d'années.

## Historique et étymologie
L'étage Kimméridgien a été défini près du village de Kimmeridge situé près de Bournemouth sur la côte du Dorset en Angleterre. Le terme de Kimméridgien a été introduit par le naturaliste et paléontologue français Alcide d'Orbigny à partir de 1842,.
En 1856-1858 Carl Albert Oppel agrandit le Kimméridgien en y incluant l’étage Corallien sous-jacent que d’Orbigny avait défini quelques années auparavant . L’acception très large du terme Kimméridgien d’Oppel lui faisait inclure également tout le Jurassique terminal jusqu’à la base du Crétacé. En 1865 il amputera la partie supérieure de « son » Kimméridgien pour créer l’étage Tithonique. Ces limites et la biozonation de l’étage ont ensuite été amplement discutées.
Le Colloque du Jurassique à Luxembourg en 1962 place la biozone d’ammonites à Pictonia baylei à la base du Kimméridgien pour la province paléogéographique dite sub-boréale.

## Stratotype

### Stratotype historique
La formation des argiles de Kimmeridge qui affleurent sur les falaises côtières du Dorset dans le sud de l’Angleterre constituent le stratotype historique de l'étage Kimméridgien. Il s’agit d'argiles laminées grises à noires avec des intercalations de marnes, de calcaires à coccolithes et de dolomies.

### Stratotype, PSM
Un Point Stratotypique Mondial (PSM) a été pré-sélectionné pour la base du Kimméridgien. Il se situe près du lieu-dit Flodigarry , dans la formation géologique de Staffin Bay, au nord de l’île de Skye sur la côte nord-ouest de l’Écosse. Il s’agit d’argiles gris-foncé livrant des ammonites appartenant aux provinces faunistiques sub-boréale et boréale,. Ce PSM n’est pas encore formellement entériné par la communauté des stratigraphes.
Il faut chercher les raisons de ces difficultés historiques et actuelles de définition des limites du Kimméridgien et de sa biozonation dans le provincialisme marqué qui intervient à compter de l’Oxfordien moyen.
Des entités paléobiogéographiques se singularisent en Europe avec, du nord au sud :
- un domaine boréal avec :
  - au nord une province boréale (Groenland, Écosse),
  - au sud une province sub-boréale (Angleterre, Normandie) ;
- un biome franco-germanique (Bassins parisien et aquitain, Allemagne septentrionale), séparant les domaines boréal et téthysien ;
- un domaine téthysien avec : 
  - au nord une province subméditerranéenne (Jura souabe, sud-est de la France, nord de l’Espagne),
  - au sud une province méditerranéenne (Italie du nord-est, sud de l’Espagne).

Ces particularités biogéographiques ont conduit à l’établissement d’échelles biostratigraphiques (basées sur les ammonites) différentes pour chacune de ces provinces. La réconciliation de ces biozonations est délicate et ralentit le processus de désignation d’un PSM de référence pour la base du Kimméridgien à l’échelle mondiale.
De même le PSM de la base du Tithonien, qui marquerait le sommet du Kimméridgien, n’a pas encore été choisi.

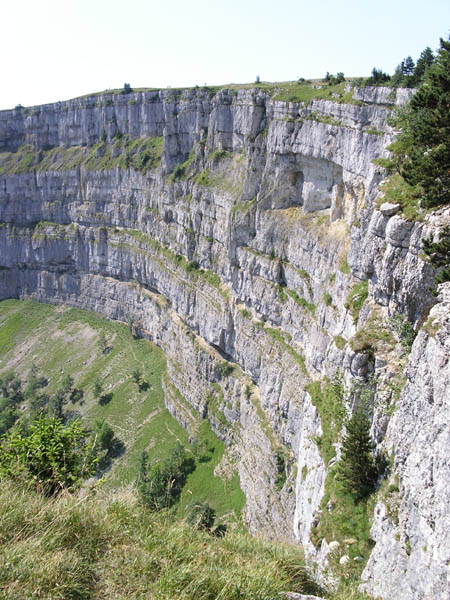
Formation kimméridgienne calcaire du Creux-du-Van dans le Jura suisse (150 m de hauteur) : des rapaces y nichent.

## Subdivisions
Au vu du provincialisme biogéographique évoqué ci-dessus, les subdivisions de l’étage ne sont pas encore définitives. 
Pour le Biome franco-germanique, intermédiaire entre les deux grands domaines paléogéographiques (boréal et téthysien) d’Europe, les principales subdivisions sont les suivantes :
| Étage        | Sous-étage | Zone             | Sous-zone          |
| ------------ | ---------- | ---------------- | ------------------ |
| Kimméridgien | supérieur  | Autissiodorensis | Irius              |
| Kimméridgien | supérieur  | Autissiodorensis | Autissiodorensis   |
| Kimméridgien | supérieur  | Eudoxus          | Contejeani         |
| Kimméridgien | supérieur  | Eudoxus          | Caletanum          |
| Kimméridgien | supérieur  | Eudoxus          | Orthocera          |
| Kimméridgien | supérieur  | Mutabilis        | Lallierianum       |
| Kimméridgien | supérieur  | Mutabilis        | Mutabilis          |
| Kimméridgien | inférieur  | Cymodoce         | Chatellaillonensis |
| Kimméridgien | inférieur  | Cymodoce         | Cymodoce           |
| Kimméridgien | inférieur  | Rupellense       | Rupellense         |

La zone à Planula et une partie de la zone à Bimammatum de l’Oxfordien supérieur de la Téthys serait à inclure dans la partie basale du Kimméridgien.

## Paléogéographieetfaciès
On retrouve les faciès argileux du Kimméridgien du Dorset de l'autre côté de la Manche en Normandie (falaises d’Octeville-sur-Mer, etc.).
Par sa richesse en matière organique, la formation des argiles de Kimmeridge constitue une roche-mère d'excellente qualité à l'origine, en particulier, d'une grande partie des champs d'hydrocarbures de la province pétrolière de la mer du Nord, à cheval sur la frontière entre la Grande-Bretagne et la Norvège.

## Paléontologie
Les différentes provinces biogéographiques abritent des faunes marines différentes. Par exemple, pour les ammonites, la famille des Ataxioceratidae prédominante en province subméditerranéenne est remplacée par les sous-familles de Taramelliceratinae, Aspidoceratinae, Idoceratinae en province méditerranéenne.
Le biome franco-germanique est « rythmé par l’alternance d’influences téthysiennes ou boréales et par le développement de populations endémiques d’origine soit téthysienne (Lithacosphinctes, Tolvericeras, Aspidoceras, Orthaspidoceras,...), soit boréale (Eurasenia, Pararasenia) ».
Les argiles de Kimmeridge sont réputées pour leur faune de vertébrés marins fossiles : « crocodiles », plésiosaures, pliosaures, ichthyosaures.